# NGC 157
NGC 157 este o galaxie spirală situată în constelația Balena. Are o lungime de aproximativ 90.000 de ani-lumină. NGC 157 a fost descoperită în 13 decembrie 1783 de către William Herschel. De asemenea, a fost observată încă o dată în 20 septembrie 1865 de către Heinrich Louis d'Arrest și în 28 octombrie 1878 de către Édouard Stephan.